# Ґабрієль Форе
Ґабрієль Урбен Форе (фр. Gabriel Urbain Fauré; 12 травня 1845 — 4 листопада 1924) — французький композитор та педагог.

## Біографія
Народився в Пам'є в сім'ї шкільного учителя. У дев'ятирічному віці почав учитися у школи при Інституті церковної музики, очолюваному Луї Нідермеєром, в якому готували органістів і хормайстерів для потреб католицької церкви; серед вчителів Форе в цьому навчальному закладі був Каміль Сен-Санс. Пізніше Форе деякий час викладав там же.
У 1870 році з початком Франко-прусської війни Форе був покликаний в армію і брав участь в обороні Парижа. Потім разом з Інститутом церковної музики (Школою Нідермеєра) Форе поїхав до Швейцарії. Повернувшись після придушення Паризької комуни, Форе зайняв посаду помічника органіста і хормайстера в церкві Сен-Сюльпіс, а в 1874 році перейшов на роботу в церкву святої Магдалини (Париж), де був помічником Сен-Санса; в 1877 році Сен-Санс вийшов у відставку, і Форе зайняв місце хормейстера в цьому знаменитому паризькому соборі.
Після кількарічного невдалого роману з Маріанною Віардо Форі в 1883 році одружився з Марі Фремо, дочці скульптора Е. Фремо. У них народилося двоє синів, з яких старший, Емманюєль, став відомим фахівцем із біології моря, а молодший, Філіп — відомим письменником.
У 1898 році Форе відвідав Лондон, де диригував своєю музикою до п'єси Моріса Метерлінка «Пеллеас і Мелісанда» у виставі, поставленій Форбс-Робертсоном. В 1896 році Форе став професором композиції в Паризькій консерваторії (після Жуля Массне), а в 1905 році — її директором. Серед учнів Ґабрієля Форе — Моріс Равель, Л. Обер, Ф. Шмітт, Ш. Кьоклен, Ж. Роже-Дюкас, Джордже Енеску, Надія Буланже.
Під кінець життя Форе втратив слух; він пішов із посади директора в 1920 році й жив на скромну пенсію, присвятивши себе винятково композиції.

## Творчість
Творча спадщина Форе включає:
опери
- «Прометей» (Prométhée, опера в трьох діях: Tragédie lyrique, fp. 1900)
- «Пенелопа» (Pénélope, опера в трьох діях: Poème lyrique, fp. 1913)

для оркестру
- сюїта «Маски і Бергамаски», Op. 112;
- сюїта «Пеллеас і Мелізанда», Op. 80
- Балада для фортепіано з оркестром, Op.19
- Фантазія для фортепіано з оркестром Op.111,

для хору
- Cantique de Jean Racine, Op. 11 (1865)
- Les Djinns, Op. 12 (1875) — na podstawie wiersza Victora Hugo
- La Naissance de Vénus, Op. 29
- Реквієм d-moll, Op. 48 (1877, оркестрований в 1899)
- Ave verum corpus, Op. 65 No. 1
- Ave Maria, Op. 67

камерні твори
- 2 фортепіанних квартети, Op. 15 і 45
- Тріо для скрипки, віолончелі та фортепіано,
- твори для скрипки й фортепіано (2 сонати, елегія, серенада, романс),

фортепіанні твори
- 13 ноктюрнів,
- 6 прелюдій,
- 13 баркарол,
- 6 експромтів,
- 4 вальси-каприси.

вокальна музика
- романси на вірші відомих французьких поетів (П. Верлен, Т. Готьє, В. Гюґо, Ш. Л. де Ліль, В. де Ліль-Адан).